# Chapelle de Bay
Pour les articles homonymes, voir Bay.
La Chapelle de Bay est la chapelle du hameau de Bay, dans la commune de Passy en Haute-Savoie.

## Historique
La chapelle a été construite en 1662 sous les ordres de Nicolas Delacquis curé à Sallanches.

## Classement
La chapelle est classée à l'Inventaire des Sites en 1949.

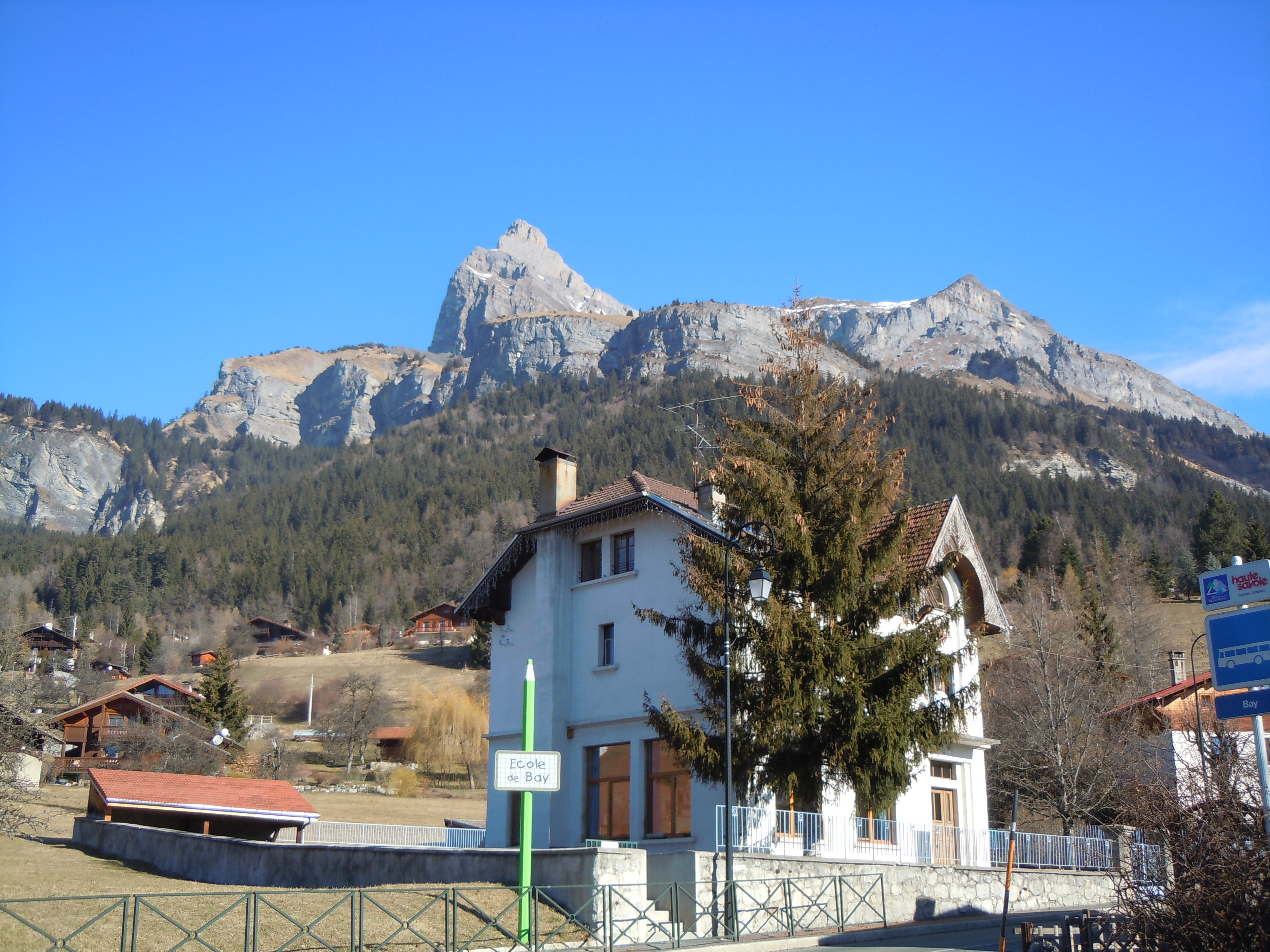
École de Bay au pied de l'Aiguille de Varan

## Hameau
Situé à 1 044 m d'altitude, le hameau de Bay comptait aussi une école qui a été fermée en 2010.